# Rh-120滑膛炮

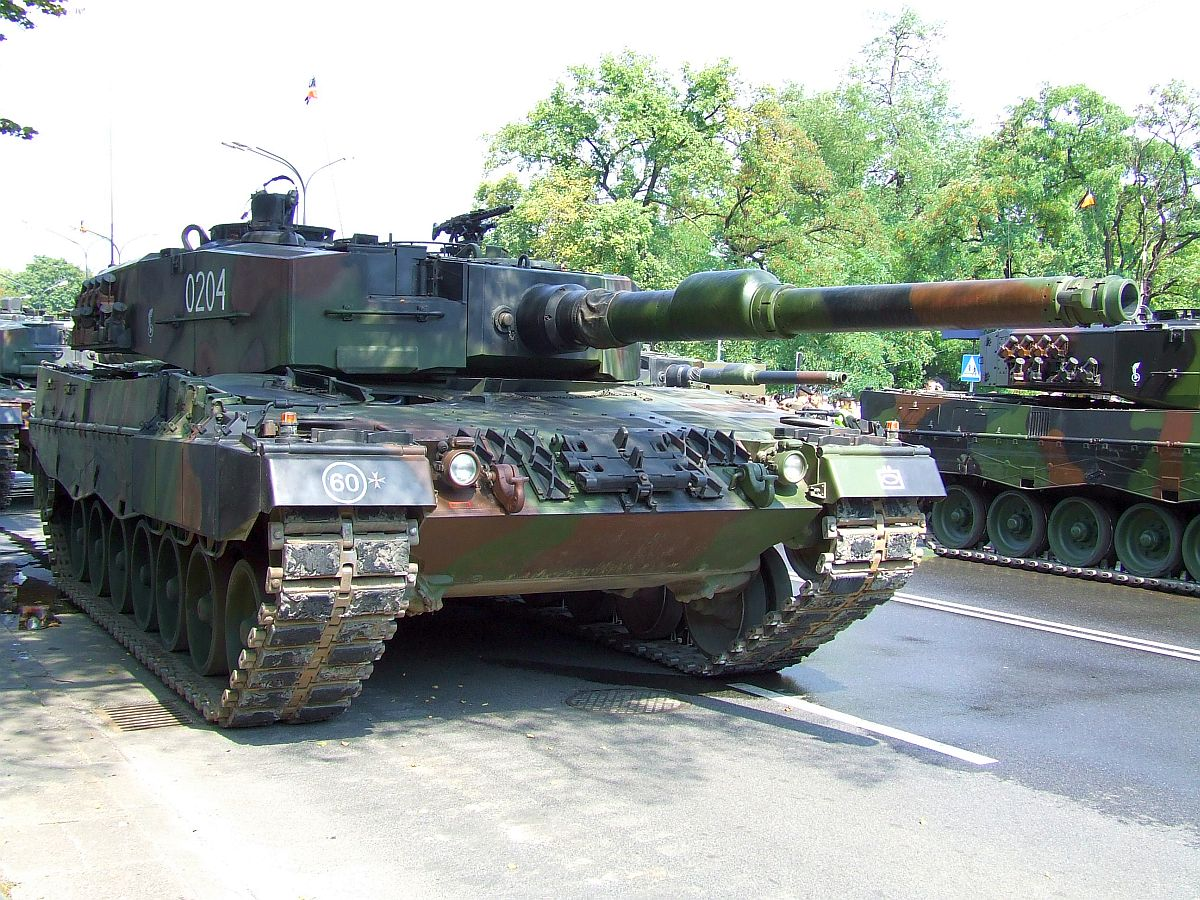
採用Rh-120-L44的德國豹2型A4坦克

Rh-120滑膛炮（英語：Rheinmetall Rh-120）是德國萊茵金屬（Rheinmetall）為配合豹2坦克而研製的坦克炮。德國是繼蘇聯之後第二個研製滑膛炮作為坦克炮的國家，現今此種坦克炮已成為西方以至全世界標準坦克炮。此坦克炮口徑為120毫米，可分成早期型44倍徑的L/44型，和後期型55倍徑的L/55。

## 簡介

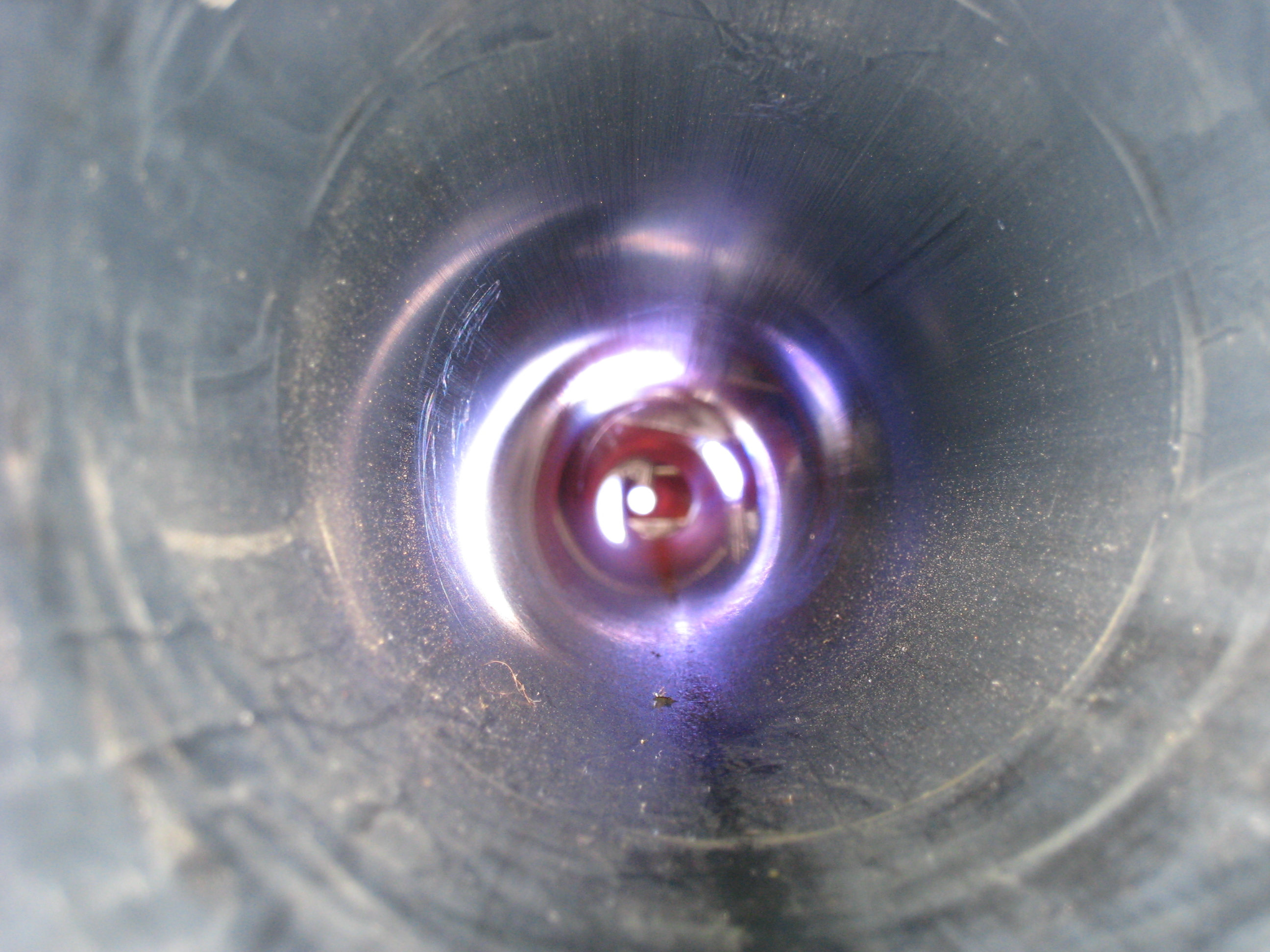
Rh-120的內部並無刻上膛線，這就是它被稱為滑膛炮的原因

Rh-120滑膛炮的炮管採用電渣重熔製造技術，炮管內壁鍍鉻，炮管上有排煙器。早期型的L/44在使用壽限内可發射650發炮彈，火炮後方採用直立楔式砲尾結構。
為了進一步提昇Rh-120的威力，萊茵金屬公司在L/44型号的基础上研发出加長火炮身管长度至55倍徑的L/55型。L/55的身管长度由L/44的5.28米增至6.6米，L/55型可以兼容發射原本L/44型的所有炮彈，亦可发射专门适配其的DM53/63/73系列尾翼稳定脱壳穿甲彈，该系列的炮弹大幅度加长了穿甲弹体的长度，因而无法从L/44型发射。其中DM53炮弹在发射时其炮口初速高达每秒1,750米，较原本的L/44型的平均炮口初速提高约100米/秒，有效射程提高到4000米，精度相比L/44也更佳。
美國陸軍及美国海军陆战队的M1艾布蘭主力戰車是Rh-120最大的海外使用客戶，也是生產數量最多的装备Rh-120的車種，莱茵金属授权美国生产的Rh-120在美军内部的武器代号为M256。此外，日本、韩国、意大利等均有进口并改进和获特许生产此款坦克炮。

## 使用炮彈

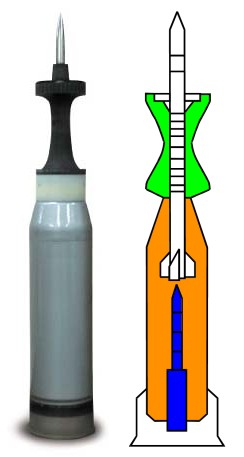
翼穩脫殼穿甲彈（APFSDS）

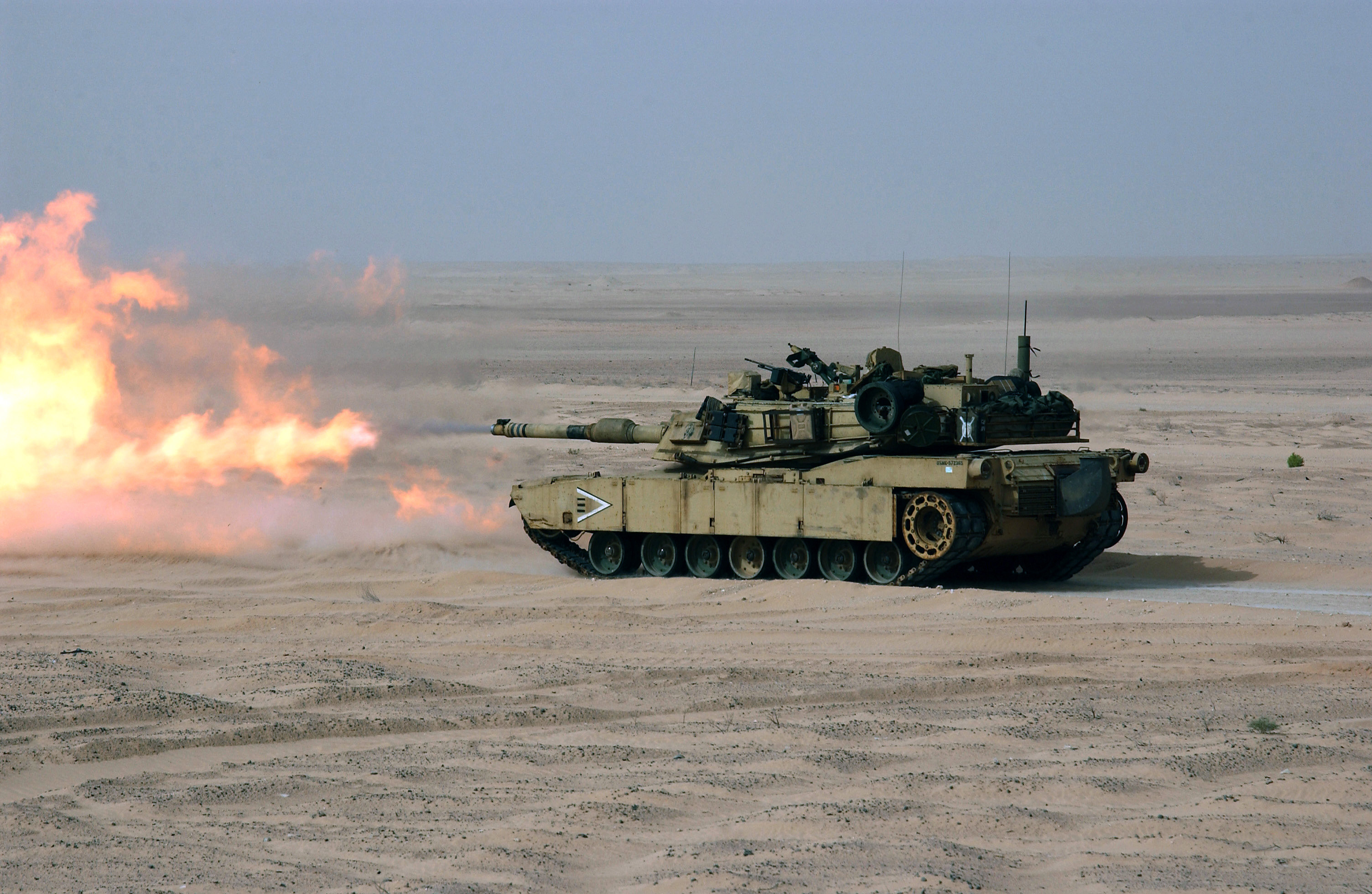
海灣戰爭期間以M256（Rh-120滑膛炮的美國名稱）開火的美軍M1A1坦克

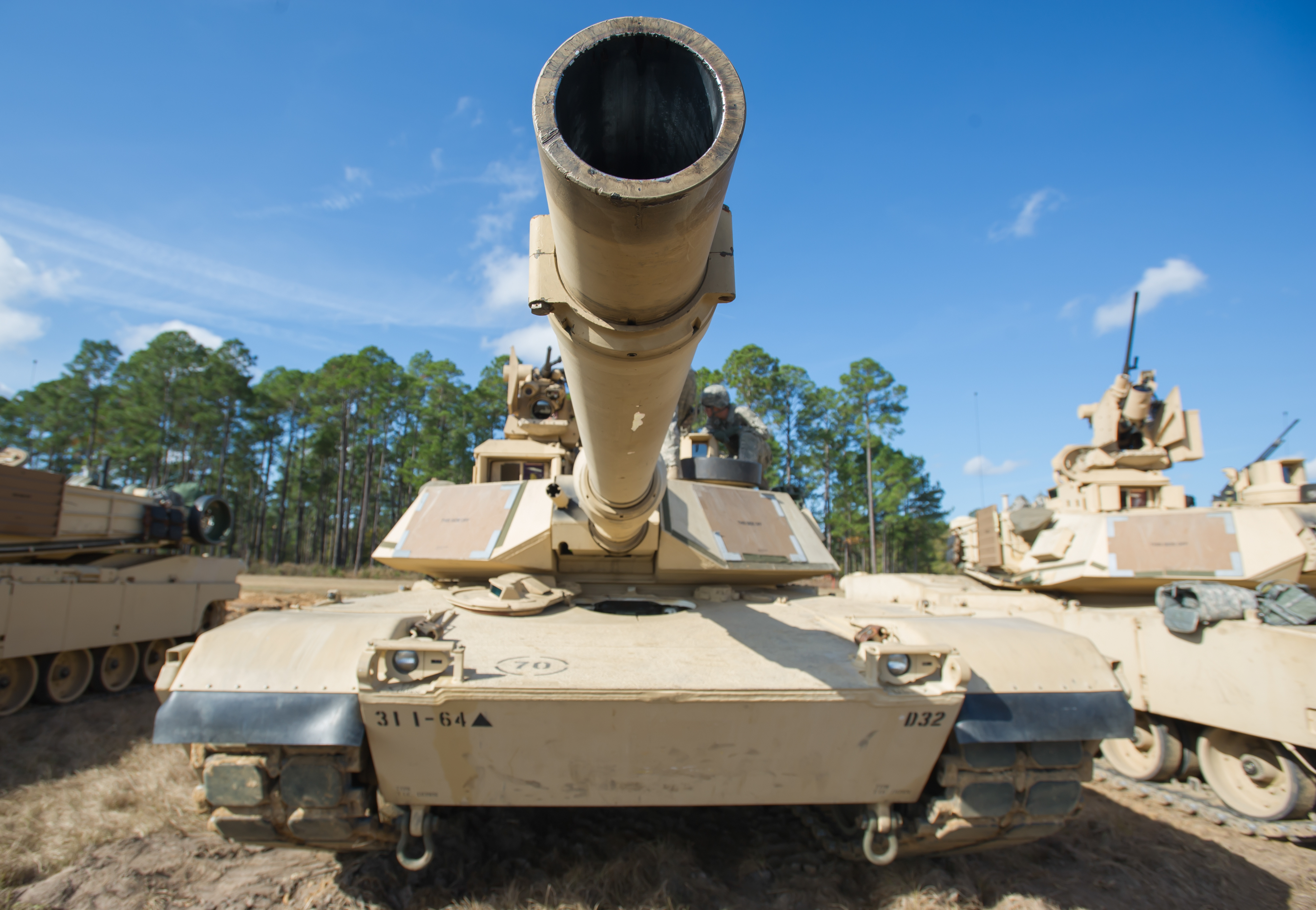
M256正面

莱茵金属为Rh-120滑膛炮研发了多种类型的弹药，分別有
- 翼穩脫殼穿甲彈（APFSDS)：如DM33、DM43和DM53/63等。
- 高爆反坦克彈（HEAT）：如DM12。
- 高爆弹（HE）：如DM11[3]。
- 增强后效穿甲弹（PELE）：DM33家族的一种，弹芯由质脆的轻金属制成，击穿目标后沿射线产生大量破片，适合攻击登陆艇、步战车等轻装甲目标[4]。
- 训练弹（TP）

此外，使用Rh-120的国家也存在各自研发的弹药，如
- 美国研发了貧鈾弹芯的M829系列尾翼穩定脫殼穿甲彈、M908高爆反工事弹[5]、M1028榴霰彈[6]等。

M829，APFSDS-T 劣化鈾穿甲彈，彈蕊長627mm，砲口初速1670m/s，2000m處的貫穿力為540mmRHA。

M829A1，APFSDS-T 劣化鈾穿甲彈，彈蕊長684mm，砲口初速1575m/s，2000m處的貫穿力為570mmRHA，在第一次波灣戰爭中大放異彩，因而有「銀彈」暱稱。

M829A2，APFSDS-T 劣化鈾穿甲彈，彈蕊長782mm，砲口初速1680m/s，改進了推進藥，1993年服役。

M829A3，APFSDS-T 劣化鈾穿甲彈，彈蕊長930mm，砲口初速1555m/s，針對M829面對俄製接觸五型反應裝甲時所導致的性能衰減進行改善。

M829A4，APFSDS-T 劣化鈾穿甲彈，最新型，詳細資料不明。在美軍的彈藥代號為CA64。

M830，HEAT-T-MP 以高爆反坦克為主的多用途彈，包括殺傷性能，推進方面其實是德國DM12美製版，但彈頭與引信則是美國自主設計的。

M830A1，HEAT-T-MP 以多用途為主，反坦克為輔的砲彈，有複雜的電子引信機能，使得它具備防空性能（有VT引信），也包括對地的高爆殺傷，反坦克性能，推進藥筒與M829A1相同。

M908，HE-OR-T，高爆破障彈，高爆彈但具備延遲引信，對混凝土有極佳的破壞性，推進藥筒與M829A1相同。

M865，TPCSDS-T，APFSDS-T的訓練彈，降低最大射程使得可在短距離訓練場射擊訓練，彈尾有曳光。

M831，TP-T，M830的訓練彈，惰性彈體不會爆炸。

M831A1，TP-T，訓練彈，外觀與M830、M831雷同，但與M831不同處是它省略了尾部彈體與彈翼，以一個穩定器替代，此穩定器會使它旋轉。

KEW-A1，APFSDS-T 鎢合金穿甲彈，西元2000年被美國核可，取代M829的鎢合金版本，作為外銷彈，性能強於M829，按年份與彈蕊長相當於M829A1/A2以上水準，初速達1740m/s。

KEW-A2，APFSDS-T 鎢合金穿甲彈，KEW-A1的彈蕊加長與加重版，按年份與彈蕊長相當於M829A2/A3以上水準，初速達1700m/s。

M1002，TPMP-T，M830A1的訓練彈，惰性彈體不會爆炸，最大射程低於8km。

M1028，人員殺傷用的戰車防禦彈，它等於將戰車砲當成特大號的散彈槍噴出大量的鎢球，殺傷200-500m內的步兵以及任何非裝甲目標。在美軍的彈藥代號為CA38。
- 以色列軍事工業研发了拉哈特反坦克飛彈和M329智能高爆弹等[11]。
- 韩国研发了K276和K279翼稳脱壳穿甲弹[12]。
- 日本研发了JM33和10式翼稳脱壳穿甲弹[13]。
- 中国为89式120毫米自行反戰車砲研发了两期尾翼稳定脱壳穿甲弹，可和Rh-120通用[14]。

## 操作國家
- L/44
  - 德國：豹2型坦克（A1至A5）

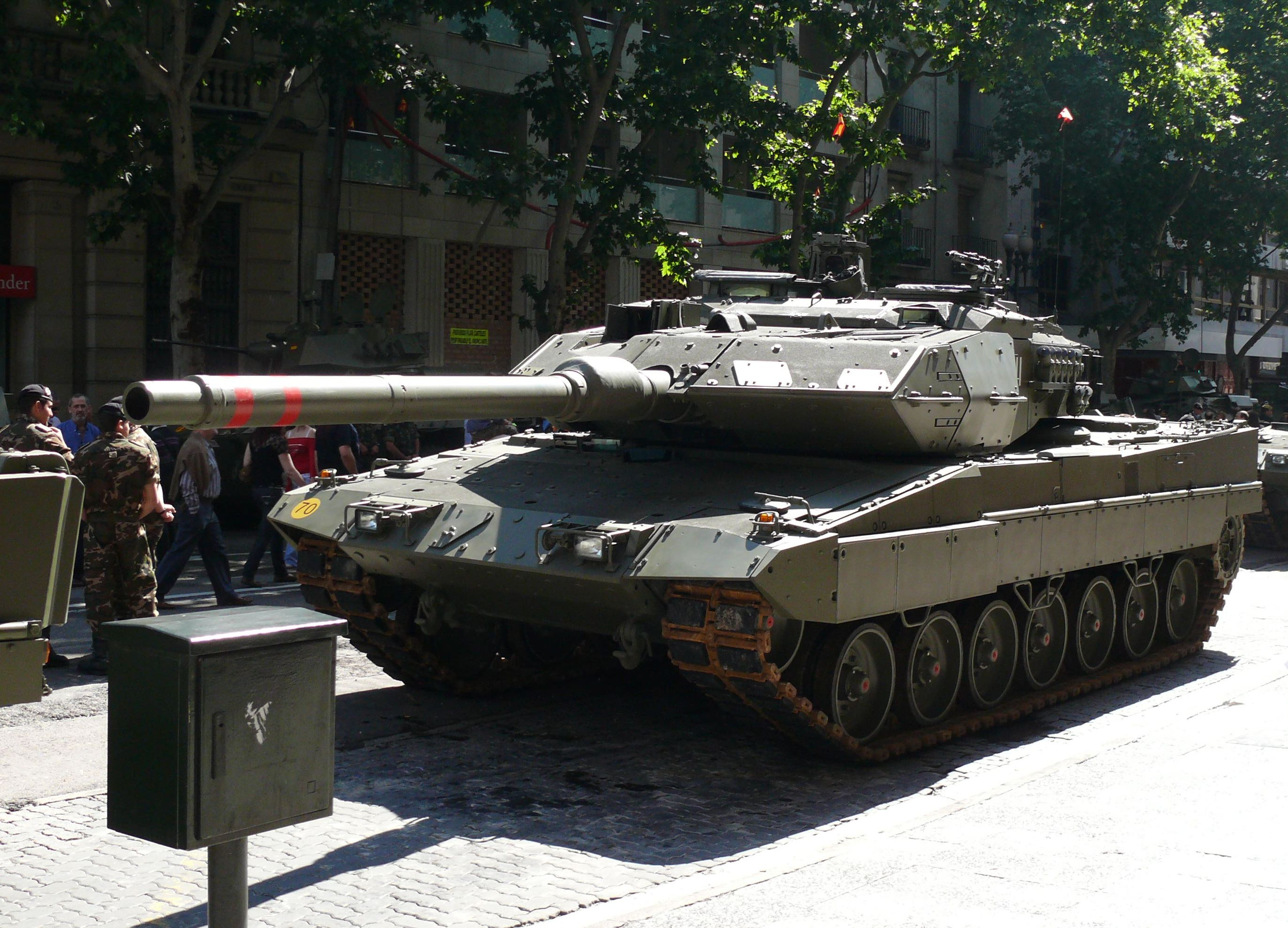
改用加長炮管L55的豹2型A6

  - 美國：M1A1/A2艾布蘭（使用改進自Rh-120并獲得特許生産的美製M256主炮）
  - 日本：90式坦克、10式坦克（使用由日本制钢生产的改进型90式/L44主炮）
  - 南韓：K1A1坦克（使用美制M256主炮，韩国陆军武器编号为K256)
  - 意大利：C1公羊坦克（使用由奥托梅莱拉公司生产的改进型L44主炮）
- L/55
  - 德國：豹二型A6/A7（以及其各種出口型）
  - 土耳其：阿勒泰戰車（命名為MKEK 120毫米55倍徑滑膛砲）
  - 挑戰者3戰車（開發試驗中，使用L55A1型）